# Església de l'Evangeli Ple (Yoido)

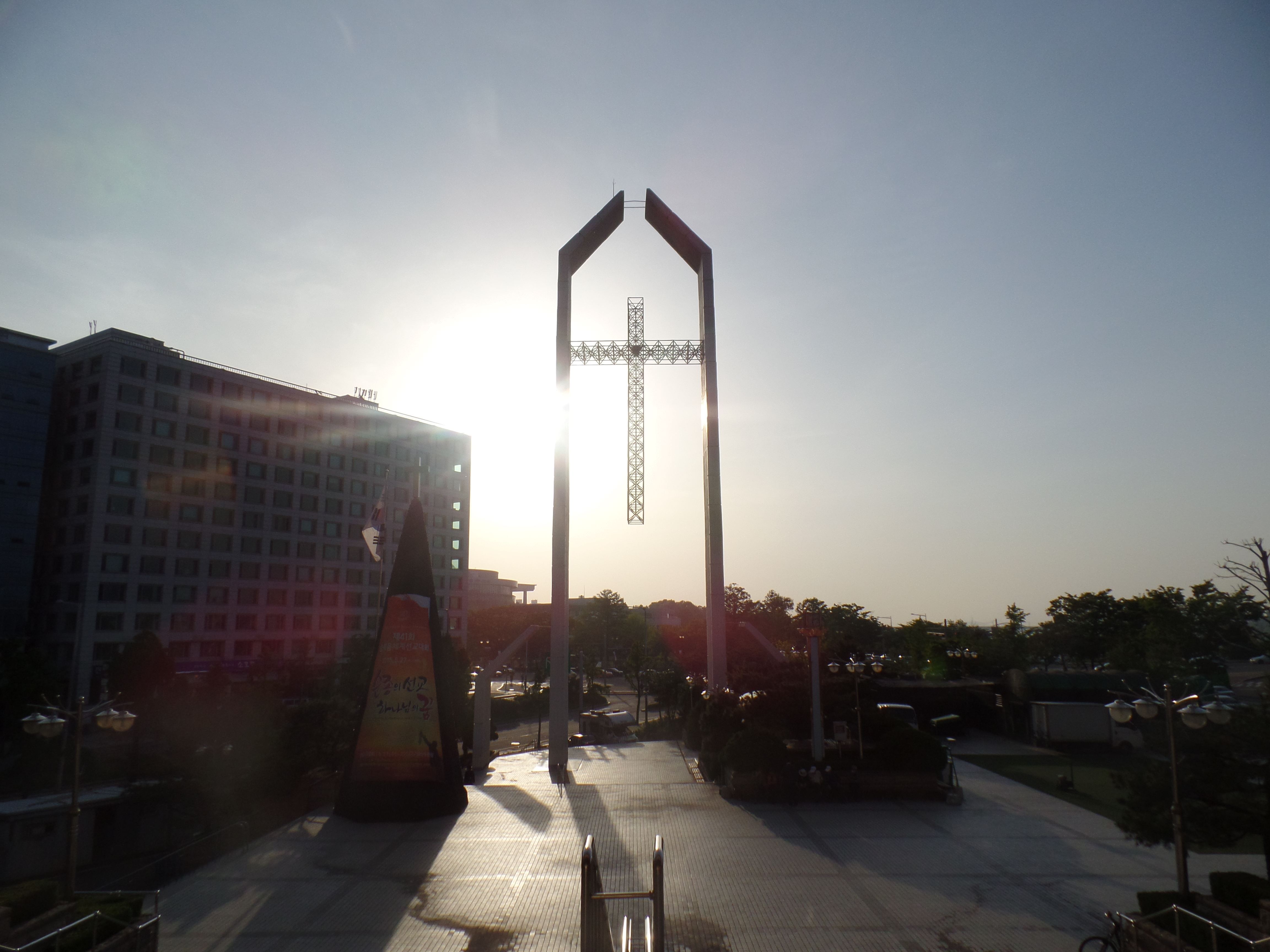
Fotografia de l'església de l'Evangeli Ple.

L'Església de l'Evangeli Ple (en coreà: 여의도 순복음 교회) és l'Església pentecostal amb la congregació més gran del món. Està situada a Seül (Corea del Sud), la congregació compta amb més de 830.000 membres. El pastor responsable de l'Església és David Yonggi Cho.

## Anys: 1958-1961
L'Església d'Evangeli Ple fou fundada tant per David Yonggi Cho i la seva mare, Choi Ja-Shila, com per les Assemblees de Déu, pastors. El 15 de maig 1958, un servei de la religió es va celebrar a la casa de Choi Ja-Shila. A més dels dos pastors, destaquen només Choi Ja-Shilo, tres filles (una de les quals després es va casar amb David Yonggi Cho) i una dona, que havia vingut a escapar de la pluja, a la qual van assistir el primer servei. Els dos pastors han iniciat una enèrgica campanya de porta a porta, proporcionant una ajuda espiritual i humanitària als pobres, i pregant pels malalts. En pocs mesos, l'Església havia crescut a cinquanta membres, massa per donar cabuda a Choi Ja (sala d'estar Shilo). Els serveis de culte van ser traslladats a una tenda de campanya per acampar al pati. Així, l'Església va seguir creixent en els mesos i anys que van seguir, l'Església va aprovar una tenda de campanya després de l'altra.

## Sermons
El pastor David Yonggi Cho va començar a predicar la triple benedicció (la benedicció de l'esperit, ànima i cos), anunciant que la prosperitat material i financera són tant una part de la voluntat de Déu per als cristians, com la salvació de l'ànima. Inspirat pel seu missatge d'esperança i de la riquesa monetària, moltes persones no es van adherir a l'Església, però a l'inici de l'any 1961, els membres havien augmentat a 1.000. Havent crescut també, l'Església va adquirir la seva primera parcel·la de terra, a Seodaemun.

## L'Església Seodaemun: 1961-1973
L'Església en els plans d'expansió va patir un revés quan el Pastor Cho va ser cridat al servei militar. Afortunadament per a l'Església, va ser assignat a una base militar dels EUA a prop de Seül, i se li va permetre continuar amb la seva predicació cada diumenge, amb l'ajut de John Hurston, un missioner nord-americà. El temps de Cho a l'exèrcit va demostrar ser de curta durada, a causa dels seus problemes de salut, que requerien una operació de gran envergadura i una descàrrega posterior de l'exèrcit. Tot i els dolents, Cho va continuar predicant a l'Església, i el 15 d'octubre de 1961, un servei de presa de possessió va tenir lloc al nou auditori, que va ser construït en terrenys de l'Església, que havia comprat a l'auditori Seodaemun. Ha estat nomenat Evangeli Complet Revival Center. Els membres de l'Església van continuar creixent, arribant a 3.000 l'any 1964 i 8.000 el 1968. Cho seguia afectada per problemes de salut, i va patir un col·lapse físic.

## Cèl·lules de l'oració
Per tant, Cho va decidir renovar l'Església. Cho ha dividit la ciutat de Seül en zones, amb els membres de l'Església a cada zona que comprèn una "cèl·lula", que es reuneix en un dia hàbil per al culte i estudi de la Bíblia a la casa d'un "líder de la cèl·lula". Aquests membres es van animar a convidar els seus amics a assistir a les reunions de les cèl·lules per aprendre sobre el cristianisme. Cada líder de la cèl·lula se li va demanar per entrenar un assistent. Quan l'adhesió cel·lular ha arribat a un cert nombre, es divideix, amb aproximadament la meitat dels seus membres, la combinació de la nova unitat, dirigida per la persona que era l'assistent. Alguns dels mètodes de Cho estaven en disputa. Ell creia en les dones oficials per a les cèl·lules del temps i el desig de fer visites a domicili als altres membres, que molts homes, per raons relatives a la cultura Corea, no estaven disposats a fer. La seva decisió de nomenar a dones com a líders de cèl·lules ha anat a contrapèl de la cultura coreana, que en aquell moment no estava oberta a la idea de dones al capdavant dels grups que van ser els membres del sexe masculí. Va insistir, i el concepte de cèl·lules ha demostrat ser un èxit excepcional. A partir de 125 cèl·lules, el 1967, l'Església ha crescut a diversos milers de cèl·lules en l'actualitat. A banda de la reestructuració d'una cèl·lula de l'Església de base, la Societat de la Dona es va posar en marxa el 1960, seguit per una beca dels homes en 1963, per permetre que els membres laics servissin l'Església en una àmplia gamma de capacitats dels voluntaris. Una revista de l'Església, Fe, es va iniciar el 1967 i conté estudis bíblics, testimonis i missatges d'evangelització. Aquesta revista mensual de sobte es va estendre molt més enllà de Seül.

## L'Església Yoido: 1973 a l'actualitat
Els membres han seguit creixent de manera exponencial, fins a arribar a 10.000 membres el 1970. Després de passar pels locals de Seodaemun, l'Església va començar a buscar un nou lloc per construir. Yoido Illa al centre de riu Han, que passa pel centre de Seül, en aquell moment era poc més que dunes de sorra, sense ni tan sols un pont per connectar l'Església de la ciutat de Seül. Creient que havia sentit parlar de Déu, Cho i altres líders de l'Església han decidit comprar una parcel la de terra a l'illa de Yoido. Els problemes econòmics, inclòs el xoc de 1973 "oli" que van portar a l'espiral inflacionista i la pèrdua de llocs de treball per a molts membres de l'Església, que ha endarrerit la construcció del nou auditori. No obstant això, finalment va ser acabat el 1973, i la seva inauguració va servir com a adoració el 19 d'agost d'aquell any. Un mes més tard, l'Església Central de l'Evangeli Complet, com es coneix ara, ha estat amfitriona de la 10a Conferència Mundial Pentecostal Hyochang Stadium. 55.000 persones van participar, incloent-hi 5.000 estrangers. L'adhesió de l'Amèrica Central Full Gospel Church havia arribat a 50.000 membres en 1977, una xifra que s'ha duplicat en només dos anys. El 30 de novembre de 1981, l'adhesió havia superat els 200.000. Des d'aquest moment, va ser la congregació més gran del món i ha estat reconegut com a tal per la Los Angeles Times. Un servei especial d'adoració es va organitzar per celebrar aquesta fita, amb Demos Shakarian, President de Negoci de l'Evangeli Complet de Beques Internacionals com a convidat. Des de 1980, Full Gospel Church Central ha decidit establir esglésies per satèl·lit a tota la ciutat de Seül i més enllà, perquè no seria capaç de seguir expandint-se. Tot i l'expansió de la sala del seient de 12.000 el 1983, set serveis el diumenge no van ser suficients per donar cabuda a tots els membres. El creixement exponencial continuat, arribant a 700.000 membres el 1992, la necessitat de les esglésies a través de satèl·lit s'ha tornat encara més urgent. Tot i que el sagnat dels abonats a les esglésies per satèl·lit, però, els nous reclutes de l'Església mare -conduïts a través de la xarxa cel·lular majoria- van representar pèrdues, i la composició són els 780.000 el 2003.

## Nom actual
L'Església es va passar a dir Església d'Evangeli Ple el 1990. El seu fundador, David Yonggi Cho s'ha retirat de la mateixa manera que les diverses vegades del pastor principal, però l'Església ha complert amb les lluites immediates entre els altres ministres, traient-lo de la jubilació, més recentment, a finals de 2006. Des de 2007, l'afiliació va ser de 830.000 membres, amb set serveis dominicals traduïts a setze idiomes. El 9 de gener de 2009, un servei de l'Església el diumenge va ser presentat en un documental de la BBC, La volta al món en 80 confessions.